# 柏幸奈
柏幸奈（日语：／ Kashiwa Yukina */?，1994年8月12日—）是日本前女藝人，為女子偶像團體乃木坂46及桃色幸運草前成員，神奈川縣出身，前所屬經紀公司為日本音樂娛樂。2011年以乃木坂46一期生身分出道。2013年11月27日自乃木坂46畢業。2022年8月23日，自演藝圈引退。

## 經歷
童星出身。2004年，在小學三年級時，開始演藝活動。
2008年11月23日，隸屬於星塵傳播藝能3部，並加入桃色幸運草。2009年3月9日，退出桃色幸運草，離開星塵傳播，準備入學考試，並暫停演藝活動。
2011年8月21日，通過最終審查正式成為乃木坂46創團成員，選拔時唱的歌曲是松田聖子的《夏之門》，同時重新開始演藝活動。11月13日，開通了個人的乃木坂46官方部落格。
2012年2月22日，以乃木坂46首張單曲《窗簾圍繞》出道。
2013年，在就讀升學補習班的同時從事演藝活動，並在普通入學考試中通過了大學入學考試。她以獎學金學生的身份就讀大學，並學習兒童保育。11月12日，於官方網站上公告以專注學業為由，宣布參與17日舉行的《Girls' Rule》特別活動後，將從團體中畢業。11月17日，正式從乃木坂46中畢業。11月30日，位於乃木坂46內的部落格正式關閉。
2015年10月23日，擔任時尚雜誌《CanCam》的讀者模特兒，重新開始演藝活動。
2016年3月23日，加入經紀公司日本音樂娛樂。
2022年8月22日，在個人Twitter上宣布已於7月底退出所屬事務所，並轉向新的職業。

## 演出

### 電視劇
- 特搜戰隊刑事連者 第9話-第10話（2004年、朝日電視台） -飾演 ティアラ
- Deep Love深沈的愛（2004年、東京電視台） - 飾演 アユ（幼少）
- 牙狼GARO（2005年 - 2006年、朝日電視台） - 飾演 三神官ローズ
- 魔彈戰記龍劍道 第20話（2006年、東京電視台） - 飾演 サリナ
- 魔法老師（2007年、東京電視台） - 飾演 涅吉·史普林菲爾德 、少年
- 欺詐偶像（東京電視台、2012年1月13日 - 4月6日） - 飾演 乃木坂46

### 電影
- ICHI（2008年、華納兄弟） - 飾演 市（幼少期）[25]

### CM
- （2005年）
- 萬代（2006年）
- 全日本空輸（2008年8月）

## 書籍

### 雑誌
- （2012年6月号、7月号、8月号、10月号、Sports Click 出版社）[26][27][28][29]

## 外部連結
- 日本音樂娛樂個人介紹頁（日語）
- 柏幸奈的X（前Twitter）（日語）

乃木坂46時期
- 乃木坂46個人介紹頁 （日語）
- 乃木坂46 柏幸奈 官方部落格（2011年11月14日－2013年11月30日）（日語）